# Thomas Dachser
Thomas Dachser (* 13. März 1906 in Haldenwang (Landkreis Günzburg); † 11. April 1979 in München) war ein deutscher Unternehmer.

## Vita
Thomas Dachser gründete 1930 in Kempten (Allgäu) die Spedition Dachser. 1934 baute er die ersten Niederlassungen in Deutschland auf; 1938 galt Dachser als das führende Speditionsunternehmen in der Region Kempten. Das Unternehmen, das sich nach wie vor in Familienbesitz befindet, ist (Stand 2021) eines der zwanzig größten Logistikunternehmen Europas.

## Auszeichnung
Thomas Dachser erhielt 1977 für sein unternehmerisches und soziales Engagement den Bayerischen Verdienstorden. Der Orden wurde am 8. Juni 1977 vom damaligen bayerischen Ministerpräsident Alfons Goppel überreicht.

## Thomas-Dachser-Gedenkpreis
Aus Liebe zur Kunst entstand 1969 dieser Kunstpreis – zunächst ein Bürgerpreis als privat erdachte und finanzierte Künstlerförderung. Fünf Jahre wurde der anfangs mit 1200 DM dotierte Kunstpreis von dem Käsefabrikanten und Künstler Karl Hoefelmayr (1907–1989) gestiftet, anschließend nahm sich der Kemptener Transportunternehmer Thomas Dachser der Preisvergabe an. Seit dessen Tod stiftet das Familienunternehmen Dachser den Kunstpreis, der seit 1981 Thomas-Dachser-Gedenkpreis heißt und inzwischen mit 4000 Euro dotiert ist.